# Idrissa Gueye (football, 2006)
Ne doit pas être confondu avec Idrissa Gueye.
Pour les articles homonymes, voir Gueye.
Idrissa Gueye, né le 16 septembre 2006 à Mbour au Sénégal, est un footballeur international sénégalais qui évolue au poste d'attaquant au FC Metz.

## Biographie

### Formation au Sénégal
Natif de Mbour, au Sénégal, le joueur rejoint rapidement le centre de formation du Mbour Sport, club de la ville.
Après plusieurs années, Idrissa rejoint la prestigieuse académie de l'AS Génération Foot, qui a formé entre autres, Sadio Mané ou encore Diafra Sakho.

### AS Génération Foot (2023-2025)
Idrissa Gueye réalise ses premiers pas dans le monde professionnel à l'âge de 16 ans avec l'AS Génération Foot en Ligue 1. Lors de sa première saison, le joueur remporte le championnat avec son club et obtient le premier trophée de sa carrière. La saison suivante, il dispute des matchs de Ligue des Champions de la CAF, où le club s'effondre dès le 1er tour de la compétition face au club guinéen de l'Hafia FC. Le joueur est aussi finaliste du Trophée des champions en 2023.
Après des débuts réussis, le joueur est rapidement dans le viseur du FC Metz, club français, ce dernier étant le club partenaire de l'AS Génération Foot. Idrissa rejoindra les grenats lors du mercato hivernal 2025 lorsque ce dernier aura 18 ans.
En avril 2024, le joueur se fracture la jambe gauche lors de la 20e journée de Ligue 1 face à l'ASCE La Linguère. Il ne terminera pas la saison avec son club formateur, ce dernier étant à la lutte pour le maintien en championnat.

### FC Metz (depuis 2025)
Le 10 janvier 2025, le joueur rejoint officiellement le FC Metz, alors en Ligue 2, en signant un contrat de 4 ans et demi avec le club lorrain. Il dispute son premier match sous ses nouvelles couleurs le jour suivant face au FC Lorient en entrant à la 83e minute de jeu.
Le 18 janvier 2025, lors du match face au Paris FC, concurrent du FC Metz pour la montée en Ligue 1, le joueur est titulaire et inscrit son premier but avec Metz sur une passe de Gauthier Hein.

### En sélection
Âgé de seulement 16 ans, il dispute son premier match en sélection avec le Sénégal le 9 septembre 2023 face au Rwanda lors des éliminatoires de la Coupe d'Afrique des nations de football 2023.
Avec les U17, Idrissa Gueye se distingue lors de la Coupe du monde des moins de 17 ans 2023 en inscrivant un triplé le 14 novembre 2023 face à la Pologne, permettant la large victoire 4-1 de son équipe.
Convoqué avec les U20 en 2024 pour participer au jeux africains de football 2023, Idrissa Gueye inscrit un doublé face au Nigeria en phase de groupe (3-2 score final) qui permet au Sénégal d’accéder aux demi-finales. Les Sénégalais échouent face au Ghana, mais finissent à la troisième place après leur victoire face au Congo (2-0), Idrissa Gueye s’illustre une nouvelle fois en inscrivant un but.

## Statistiques

### Statistiques en club
| Saison                | Club                  | Championnat           | Championnat | Championnat | Championnat | Coupe(s) nationale(s) | Coupe(s) nationale(s) | Coupe(s) nationale(s) | Play-offs | Play-offs | Play-offs | Total | Total | Total |
| Saison                | Club                  | Division              | M.          | B.          | P.d.        | M.                    | B.                    | P.d.                  | M.        | B.        | P.d.      | M.    | B.    | P.d.  |
| 2024-2025             | FC Metz               | Ligue 2               | 17          | 5           | 1           | -                     | -                     | -                     | 3         | 0         | 0         | 20    | 5     | 1     |
| 2025-2026             | FC Metz               | Ligue 1               | 1           | 0           | 0           | -                     | -                     | -                     | -         | -         | -         | 1     | 0     | 0     |
| Total sur la carrière | Total sur la carrière | Total sur la carrière | 18          | 5           | 1           | -                     | -                     | -                     | 3         | 0         | 0         | 21    | 5     | 1     |

## Palmarès
| AS Génération Foot (1) :                                               |
| ---------------------------------------------------------------------- |
| - Ligue 1 - Champion : 2023 - Trophée des champions - Finaliste : 2023 |